# Banshee (multimediální přehrávač)
Bashee je multimediální přehrávač postavený na platformě Mono. Je napsaný v C Sharp, pro kódování a dekódování souborů používá GStreamer a je uvolněn pod licencí MIT, jedná se tedy o svobodný software. Vzhledem k přenositelnosti běhového prostředí Mona je i přehrávač Banshee multiplatformní, existuje tedy verze například pro Linux, macOS a Microsoft Windows.
Pomocí GStreameru umí otevírat různé kodeky včetně Ogg Vorbis, MP3 a FLAC. Umí také přehrávat kompaktní disky a komunikovat s řadou zařízení, například s IPody nebo zařízeními s operačním systémem Android. Také umí používat řadu internetových služeb, například last.fm, iTunes a MusicBrainz.